# Varvassor
Un varvassor (del llatí medieval vassus vassorum, vassall de vassalls) era - a la Catalunya feudal on el sobirà era el comte- un vassall d'algun dels grans vassalls del país. En els Usatges de Barcelona són situats per sota dels comdors (comanadors) i per sobre dels cavallers.
El títol havia entrat en desús, però a principis de l'edat moderna, amb la divulgació de la llegenda dels Nou Barons de la Fama, on es deia que per cada comte hi havia un varvassor, en determinats indrets es recuperà aquest títol, que pervisqué ja fins a la fi de l'antic règim, tot i que sovint fusionat amb altres títols nobiliaris. Les varvassories de què es té notícia a Catalunya són les de Boixadors, Enveig, Foixà, Guimerà, Montescot, Toralla i Vilademany.